# パチスロツインエンジェルBREAK
ツインエンジェルBREAK（パチスロツインエンジェルBREAK）は、2017年6月にサミーから発売されたパチスロ機である。
保通協における型式名は「ツインエンジェルBREAK/ZS」。
本項では本機の派生型である「A-SLOT ツインエンジェルBREAK」についても述べる。

## ツインエンジェルBREAK
2006年から始まった快盗天使ツインエンジェルシリーズの第4弾にして最新作となる。今回からは主人公も一新しており、前作のキャラは先輩という立ち位置で登場する。
アニメーションのキャラクターデザインが、テレビアニメ版と同じ、高橋みかに交代している。
今作はゲーム性の拡張のため、純増約0.8枚の「ボーナス+ART機」に変更、純増は低く抑えてあり、「ボーナスを中心とした遊び」という遺伝子はしっかり踏襲している。
```
ボーナス合成確率は設定1でも1/179.1という「スイートスペック」、およびボーナスと
アシストリプレイタイム
(ART)・「エンジェルタイム」で出玉を増やすというゲーム性は、前作・
快盗天使ツインエンジェル3
とほぼ変わらない。
```

前作と比較した場合の本機の特徴は、「ARTに変更」・「毎周期にART抽選」・「エンジェルラッシュ・強チェリー・強チャンス目・しょフリの廃止」・「マイスロの拡充」である。
全体的に遊びやすいスペックのほか、豊富な演出・マイスロカスタムも用意しており、楽曲も今までの収録曲も含めて60曲・ボーナス終了後のエンドカードも163枚と多くなっている。
また、新たな機能として、マイカウンターなどの新たな機能も充実している。

### パトルンルンチャンス（周期ART抽選）
パトルンルンチャンスは通常時を毎ゲーム317消化すると移行「サブ液晶に犬のキャラが出現」し、その間は成立役に関係なく、一定の確率でARTが抽選される仕組みである。
消化中は全小役でART抽選、この間のボーナスもARTが確定する。また、ボーナス以外でのART当選はARTストック2個保障される。
？？？出現時、押し順リプレイフラグ「リプ・リプ・ブランク/チェリー」が入賞するとARTに突入する。
また、パトルンルンチャンスにも設定差があり、当選周期が短いほど要注意である。

### ボーナスとARTストック抽選
本機の2種類のビックボーナス（バー揃いのSPECIAL BIG BONUS・同色＆異色7揃いの BIG BONUS）とミドルボーナスがある。
ビックボーナス中は内部状態でストック当選率を管理しており、毎ゲームストック獲得抽選を行われている。
内部状態はロー・ミドル・ハイ・エクストラの4種類あり、BONUS消化中に特定役でモードアップする。
・SPECIAL BIG
ハイ状態ストック2個以上
・同色7揃いBIG
ミドル状態濃厚
・異色7揃いBIG
ロー状態濃厚
ビックボーナス演出は7種類あり、どの演出も内部的には変わらない為、好みに合わせて自由に選択しても大丈夫である。
また、ミドルボーナス中は一回だけ左リール上段から鞄鞄ベルを狙う必要がある。ミドルボーナス時の鞄鞄ベルは、前作と同様に設定差があるため、ART当選時は注意が必要である。

### ART「エンジェルタイム」
今作はRTからARTに変更し、「ART中の成立役で抽選を行う自力ストックタイプ」になっている。
基本性能と特徴は1セット33ゲームの完走型ART・純増約0.8枚/1G・自力ストック継続・演出は「バトルモード・ノーマルモード」（ノーマルモードは2種類の告知タイプが存在）がある。
前作と同様にハズレ役は設定差があり、出現時は確認が必要である。また、ハズレ役に関しては弱チャンス目と勘違いが多いため注意が必要である。詳しくは、チェリーヌ通信を参照。
ARTは小役で抽選を行う自力ストックなため、抽選次第では自力連チャンが可能であり、設定差関係なく注意が必要である。

### スペック(BREAK)
・SBB（203枚：ART確定）・BB（203枚：ART45％）・MB（56枚：ART35％）
| 設定 | SBB確率  | BB確率  | MB確率  | ボーナス確率 | ボーナス+ART確率 | 機械割  |
| ---- | -------- | ------- | ------- | ------------ | ---------------- | ------- |
| 1    | 1/5957.8 | 1/341.3 | 1/402.1 | 1/179.1      | 1/120.1          | 97.7％  |
| 2    | 1/5957.8 | 1/334.4 | 1/394.8 | 1/175.7      | 1/117.8          | 98.5%   |
| 3    | 1/5957.8 | 1/315.1 | 1/370.3 | 1/165.5      | 1/111.1          | 101.1％ |
| 4    | 1/5957.8 | 1/292.6 | 1/344.9 | 1/154.2      | 1/102.7          | 105.0％ |
| 5    | 1/5957.8 | 1/282.5 | 1/334.4 | 1/149.3      | 1/98.6           | 108.5%  |
| 6    | 1/5957.8 | 1/268.6 | 1/327.7 | 1/144.0      | 1/94.0           | 112.1％ |

・今作も特殊画面あり、MB当選時にミニキャラ集合（4以上確定）・トゥニエイツ棒ナス（5以上確定）・犬のハート（6確定）である。
また、BBとMBどちらも高設定なほど出現率がアップするため、注意が必要である。
| BB+MB時          | 設定1 | 設定2 | 設定3 | 設定4 | 設定5  | 設定6  |
| ---------------- | ----- | ----- | ----- | ----- | ------ | ------ |
| 特殊画面（割合） | 7.7％ | 7.7％ | 7.7％ | 9.1％ | 11.1％ | 12.5％ |

## A-SLOT ツインエンジェルBREAK
2018年10月から稼動を開始したAタイプ。型式通過名は「ツインエンジェルBREAK-A/ZR」。本機はロデオ開発で発売がサミーとなっている。
```
前作（ツインエンジェルBREAK）と異なり、A+RTタイプに変化した。ボーナス確率も、設定1で1/159.8とBREAKよりも当たりやすくなっている。なお、設定は1,2,5,6の4段階。
```

BREAKモードには新ステージ2種、新規単発演出12種類、新規連続演出8種類が追加された。また、前前作であるツインエンジェル3モードが搭載され、ツイン3の通常演出が完全移植された。
更に、BREAKでは周期ART抽選だったパトルンルンチャンスは、BREAKモードで常時選択可能になり、パトランプが光ればボーナスというシンプルなゲーム性にする事も出来る。
マイスロは、ペアサウンドカスタム機能が追加され、マイキャラ11人×ペアサウンドカスタム7人の計77通りが選択可能。
更に、ボーナス中のビタ押し漣成功数記録も記録され、ランキングで自分のレベルを確認できるほか、エンドカードも前作の163枚に67枚追加して、全230種類にボリュームアップした。
なお、ボーナス中及びRT中に選択できる曲は、新作メドレーを含めた全61曲が最初から全て開放されている。
また、白7逆回転フリーズが発生する場合が有り、発生した時点でBB以上が確定。中段チェリーを伴って揃った場合は、HBB以上濃厚となる。

### スペック(A)
※公式HPでの発表値
・SBB（Max311枚：RT80%）・HBB（Max259枚：RT80％）・NBB（Max207枚：RT50％）・MB（Max103枚：RT50％）
| 設定 | SBB+HBB確率 | BB確率  | MB確率  | ボーナス確率 |
| ---- | ----------- | ------- | ------- | ------------ |
| 1    | 1/520.1     | 1/481.9 | 1/442.8 | 1/159.8      |
| 2    | 1/496.5     | 1/468.1 | 1/431.2 | 1/154.6      |
| 5    | 1/455.1     | 1/442.8 | 1/399.6 | 1/149.7      |
| 6    | 1/409.6     | 1/420.1 | 1/364.1 | 1/132.1      |

### エンジェルタイム(A)
前作ではARTだったエンジェルタイムは、今作では30ゲーム固定RTになっている。
ドキドキゾーン(CZ)で、ベルが成立する前にリプレイを引く事が出来ればRTに突入する。
初回のみ、前回のボーナスに応じた突入率（SBB及びHBBは80%、NBB及びMBは50%）になるが、2回目以降は一律50%。
演出は、前作（BREAK）におけるBB中の4種演出の中から一つを選ぶ。いずれも、成功すればボーナス確定となる。RT終了後は、ドキドキゾーンへ戻る。
- おんせんタイム（高確率ゾーン告知）
- みるくるタイム（チャレンジ先告知）
- キュンキュンタイム（完全告知）
- ロリロリタイム（子役矛盾告知）

## マイスロ(BREAK・A)
サミーのスマートフォン向け連携サービスである「マイスロ」はBREAK・A共々対応し、本機ではガチャ・獲得コンテンツ一覧・カスタム・サミートロフィーコレクション・ミッション・遊技履歴・通算結果・マイカウンター・クイックマイスロ・ランキング（BREAKのみ）に対応する。
ミッションは、全100種類あり、難易度が高いミッションに関しては、「SS・S・A」と表記される。

### ミッション一覧(BREAK)
ミッション達成レアリティ(SS:17 S:16 A:14)
| No. | ミッション                     | ランク | No. | ミッション                                     | ランク |
| --- | ------------------------------ | ------ | --- | ---------------------------------------------- | ------ |
| 001 | 1000ゲーム                     | ー     | 051 | プレミア払い出しボイス                         | ー     |
| 002 | 3000ゲーム                     | ー     | 052 | プレミア予告ボイス                             | SS     |
| 003 | 5000ゲーム                     | ー     | 053 | リンリン出現                                   | ー     |
| 004 | 500枚突破表示をみた            | ー     | 054 | パトルンルンチャンス 成功                      | ー     |
| 005 | 1000枚突破表示をみた           | A      | 055 | タッチでキュイン♪                              | ー     |
| 006 | 2000枚突破表示をみた           | S      | 056 | 白7揃いイラスト（ノーマル）                    | ー     |
| 007 | エンジェルタイム突入           | ー     | 057 | 白7揃いイラスト（バニー）                      | A      |
| 008 | エンジェルタイム 3連           | ー     | 058 | 白7揃いイラスト（キュンキュンBIG）             | ー     |
| 009 | エンジェルタイム 5連           | ー     | 059 | 白7揃いイラスト（おんせんBIGノーマル）         | ー     |
| 010 | エンジェルタイム 10連          | A      | 060 | 白7揃いイラスト（おんせんBIG特殊）             | A      |
| 011 | エンジェルタイム 20連          | S      | 061 | キュンキュンシャッター金                       | SS     |
| 012 | エンジェルタイム 30連          | SS     | 062 | メアリ決戦 勝利                                | ー     |
| 013 | スペシャルビッグボーナス       | A      | 063 | 変身チャレンジ 成功                            | ー     |
| 014 | スペシャルビッグボーナス 2回目 | S      | 064 | エクストラモード                               | SS     |
| 015 | ビッグボーナス 3回目           | ー     | 065 | 夜なのです                                     | SS     |
| 016 | ビッグボーナス 5回目           | ー     | 066 | ALLベル                                        | SS     |
| 017 | ビッグボーナス 10回目          | A      | 067 | ミドルボーナス Va bene!                        | ー     |
| 018 | ミドルボーナス 3回目           | ー     | 068 | ミドルボーナス ツインエンジェル2ムービー       | S      |
| 019 | ミドルボーナス 5回目           | ー     | 069 | ミドルボーナス ツインエンジェル3ムービー       | S      |
| 020 | ミドルボーナス 10回目          | A      | 070 | 5G以内に敵を撃破                               | SS     |
| 021 | 1G連                           | SS     | 071 | 15G以内に敵を撃破                              | ー     |
| 022 | いっちかくぅ～！               | ー     | 072 | 快盗天使ツインエンジェル乱入                   | A      |
| 023 | にかくね。                     | ー     | 073 | 3匹連携攻撃                                    | A      |
| 024 | 揃えてくれてありがとっ!!       | ー     | 074 | みるく変身                                     | SS     |
| 025 | オールスター目出現             | ー     | 075 | 覚醒                                           | A      |
| 026 | ドキドキゾーン 押し順あて成功  | ー     | 076 | キュンキュンナビ発生                           | SS     |
| 027 | ボーナス図柄がデレた           | ー     | 077 | ハイテンションST 10G以上継続で勝利             | ー     |
| 028 | ボーナスビタ入賞               | ー     | 078 | ハイテンションST 20G以上継続で勝利             | S      |
| 029 | 家庭科部演出 成功              | ー     | 079 | COMBO数10以上で勝利                            | ー     |
| 030 | 薙刀部演出 勝利                | ー     | 080 | COMBO数20以上で勝利                            | S      |
| 031 | みるくお届け演出 成功          | ー     | 081 | UNBELIEVABLE!!!!!!!!                           | S      |
| 032 | 下校演出 成功                  | ー     | 082 | 中押しチャンス 成功                            | SS     |
| 033 | 体育祭演出 勝利                | ー     | 083 | ルーレットでV                                  | ー     |
| 034 | 修学旅行演出 勝利              | ー     | 084 | 白7撃破                                        | S      |
| 035 | 学院祭演出 成功                | ー     | 085 | 超いきぬきタイム                               | S      |
| 036 | 雪まつり演出 成功              | ー     | 086 | エンジェルタイム中 キャラクターソング          | ー     |
| 037 | 出動演出 勝利                  | ー     | 087 | エンジェルタイム中 『エンドレスヘブン』        | A      |
| 038 | トゥニエイツバトル 勝利        | ー     | 088 | エンジェルタイム中 『ラブリー☆えんじぇる!!』   | S      |
| 039 | メアリバトル 勝利              | ー     | 089 | カバン 20回連続とりこぼし無し（非ボーナス中）  | ー     |
| 040 | ビリーバトル 勝利              | ー     | 090 | チェリー20回連続とりこぼし無し（非ボーナス中） | ー     |
| 041 | サロメバトル 勝利              | ー     | 091 | デレクルミ出現                                 | A      |
| 042 | ブラックカーテンバトル 勝利    | ー     | 092 | ALLデレクルミ                                  | SS     |
| 043 | テスラ＆ナインバトル 勝利      | S      | 093 | ミニキャラ集合                                 | A      |
| 044 | 放課後系演出 コメンタリー発生  | ー     | 094 | 棒ナス                                         | S      |
| 045 | 季節系演出 コメンタリー発生    | ー     | 095 | いぬのハート                                   | SS     |
| 046 | バトル系演出 コメンタリー発生  | ー     | 096 | しましま♪                                      | SS     |
| 047 | 逆転                           | ー     | 097 | サミー系プレミア演出発生                       | S      |
| 048 | レッスン矛盾                   | A      | 098 | Special Episode                                | SS     |
| 049 | レッスン1～3が同一レッスン     | S      | 099 | 俺の嫁フリーズ                                 | SS     |
| 050 | レッスン4                      | S      | 100 | 俺の嫁フリーズ（ボーナス中）                   | SS     |

### ミッション一覧(A)
ミッション達成レアリティ(SS:8 S:13 A:27)
| No. | ミッション                       | ランク | No. | ミッション                                                        | ランク |
| --- | -------------------------------- | ------ | --- | ----------------------------------------------------------------- | ------ |
| 001 | 1G連                             | SS     | 051 | ツイン3 快盗演出 勝利                                             | ー     |
| 002 | 1000ゲーム                       | ー     | 052 | ツイン3 復讐演出 勝利                                             | ー     |
| 003 | 3000ゲーム                       | ー     | 053 | はじまりの1枚演出 成功                                            | ー     |
| 004 | 5000ゲーム                       | A      | 054 | 唯人お見舞い演出 成功                                             | ー     |
| 005 | 6000ゲーム                       | S      | 055 | 特訓演出 成功                                                     | ー     |
| 006 | エンジェルタイム突入             | ー     | 056 | ツインエンジェルVSガラブシ 勝利                                   | ー     |
| 007 | エンジェルタイム 3連             | ー     | 057 | ツインエンジェルVSトゥニエイツ 勝利                               | ー     |
| 008 | エンジェルタイム 5連             | A      | 058 | ツインエンジェルVSメアリ 勝利                                     | ー     |
| 009 | エンジェルタイム 5回目           | ー     | 059 | ミスティナイトVSメアリ 勝利                                       | S      |
| 010 | エンジェルタイム 10回目          | ー     | 060 | 先代ツインエンジェル救出演出 成功                                 | A      |
| 011 | エンジェルタイム 20回目          | ー     | 061 | アニメステージ ボーナス                                           | A      |
| 012 | エンジェルタイム 30回目          | A      | 062 | お風呂ステージ ボーナス                                           | A      |
| 013 | スペシャルビッグボーナス         | SS     | 063 | ドキドキゾーン ボーナス                                           | A      |
| 014 | ハイパービッグボーナス 3回目     | ー     | 064 | おんせんタイム ボーナス                                           | ー     |
| 015 | ハイパービッグボーナス 5回目     | ー     | 065 | みるくるタイム ボーナス                                           | ー     |
| 016 | ハイパービッグボーナス 10回目    | A      | 066 | キュンキュンタイム ボーナス                                       | ー     |
| 017 | ビッグボーナス 3回目             | ー     | 067 | ロリロリタイム ボーナス                                           | ー     |
| 018 | ビッグボーナス 5回目             | ー     | 068 | エンジェルタイム 白7揃い                                          | A      |
| 019 | ビッグボーナス 10回目            | A      | 069 | 逆回転白7中段揃い                                                 | S      |
| 020 | ミドルボーナス 3回目             | ー     | 070 | 逆回転白7右下がり揃い                                             | SS     |
| 021 | ミドルボーナス 5回目             | ー     | 071 | 停止フリーズ                                                      | S      |
| 022 | ミドルボーナス 10回目            | A      | 072 | 下パネル消灯                                                      | ー     |
| 023 | ボーナス合計 10回目              | ー     | 073 | レッスン矛盾                                                      | S      |
| 024 | ボーナス合計 20回目              | ー     | 074 | レッスン1～3が同一レッスン                                        | A      |
| 025 | ボーナス合計 30回目              | A      | 075 | レッスン4                                                         | S      |
| 026 | ボーナス合計 40回目              | S      | 076 | ボーナス中ビタ押し成功                                            | ー     |
| 027 | ボーナス合計 50回目              | SS     | 077 | カバン20回連続とりこぼし無し                                      | ー     |
| 028 | 一確目カットイン                 | ー     | 078 | チェリー20回連続とりこぼし無し                                    | ー     |
| 029 | 二確目カットイン                 | ー     | 079 | 1枚役を10回取得                                                   | ー     |
| 030 | 通常時白7揃い                    | ー     | 080 | 1枚役を30回取得                                                   | A      |
| 031 | 中段チェリー(逆回転フリーズ以外) | A      | 081 | 1枚役を50回取得                                                   | S      |
| 032 | 黒バー揃い                       | A      | 082 | 楽曲15曲選択                                                      | ー     |
| 033 | オールスター目出現               | A      | 083 | 楽曲30曲選択                                                      | S      |
| 034 | ボーナスビタ入賞                 | S      | 084 | 楽曲全曲選択                                                      | SS     |
| 035 | 家庭科部演出 成功                | ー     | 085 | A-SLOT ツインエンジェルBREAKのTOP画面に2日連続ログイン            | ー     |
| 036 | 薙刀部演出 勝利                  | ー     | 086 | A-SLOT ツインエンジェルBREAKのTOP画面に7日連続ログイン            | ー     |
| 037 | みるくお届け演出 成功            | ー     | 087 | ボーナス中ビタ押し総回数 50回(ログインから6000G以内のみカウント)  | ー     |
| 038 | 下校演出 成功                    | ー     | 088 | ボーナス中ビタ押し総回数 100回(ログインから6000G以内のみカウント) | ー     |
| 039 | 体育祭演出 勝利                  | A      | 089 | ボーナス中ビタ押し総回数 250回(ログインから6000G以内のみカウント) | A      |
| 040 | 修学旅行演出 勝利                | A      | 090 | ボーナス中ビタ押し総回数 500回(ログインから6000G以内のみカウント) | S      |
| 041 | 学院祭演出 成功                  | A      | 091 | ボーナス中ビタ押し総回数1000回(ログインから6000G以内のみカウント) | SS     |
| 042 | 雪まつり演出 成功                | A      | 092 | 累計ボーナス100回                                                 | ー     |
| 043 | ツイン3 水泳部演出 勝利          | ー     | 093 | 累計ボーナス200回                                                 | ー     |
| 044 | ツイン3 アーチェリー部演出 勝利  | ー     | 094 | 累計ボーナス300回                                                 | S      |
| 045 | ツイン3 新体操部演出 成功        | ー     | 095 | 累計エンジェルタイム100キュン                                     | ー     |
| 046 | ツイン3 迷子演出 成功            | ー     | 096 | 累計エンジェルタイム200キュン                                     | ー     |
| 047 | ツイン3 体育祭演出 勝利          | A      | 097 | 累計エンジェルタイム300キュン                                     | S      |
| 048 | ツイン3 臨海学校演出 勝利        | A      | 098 | カスタムキャラ全員で遊んだ                                        | A      |
| 049 | ツイン3 学院祭演出 成功          | A      | 099 | EPISODE BONUS                                                     | SS     |
| 050 | ツイン3 修学旅行演出 成功        | A      | 100 | 俺の嫁フリーズ                                                    | SS     |

## その他
- プレミアム演出でサミー系の他機種が登場する。
- 本作では、サミートロフィー（BREAK：金・キリン・虹　BREAK-A：銅・キリン・虹）が搭載されている。
- オンラインゲームサイト（PC/スマホ）『777town.net』にて、ツインエンジェルBREAKのプレイが可能である。

## 関連商品
- Twin Angel Song Collection「Jewelry」（WAVE MASTER/ポニーキャニオン、2017年8月2日発売 PCCR-90078）
- パチスロツインエンジェルBREAK COMPLETE WORKS （ガイドワークス、2017年8月10日発行 ISBN 978-4-86535-597-0）

## 参考資料(外部リンク)
- チェリーヌ通信（公式サイト）
- パチスロツインエンジェルBREAK（公式サイト）
- チェリーヌ通信A（公式サイト）
- A-SLOT ツインエンジェルBREAK
- パチスロツインエンジェルBREAK コンプリートワークス
- ツインエンジェル（公式サイト）